# Quercus marilandica
Quercus marilandica là một loài thực vật có hoa trong họ Cử. Loài này được (L.) Münchh. miêu tả khoa học đầu tiên năm 1770.

## Hình ảnh

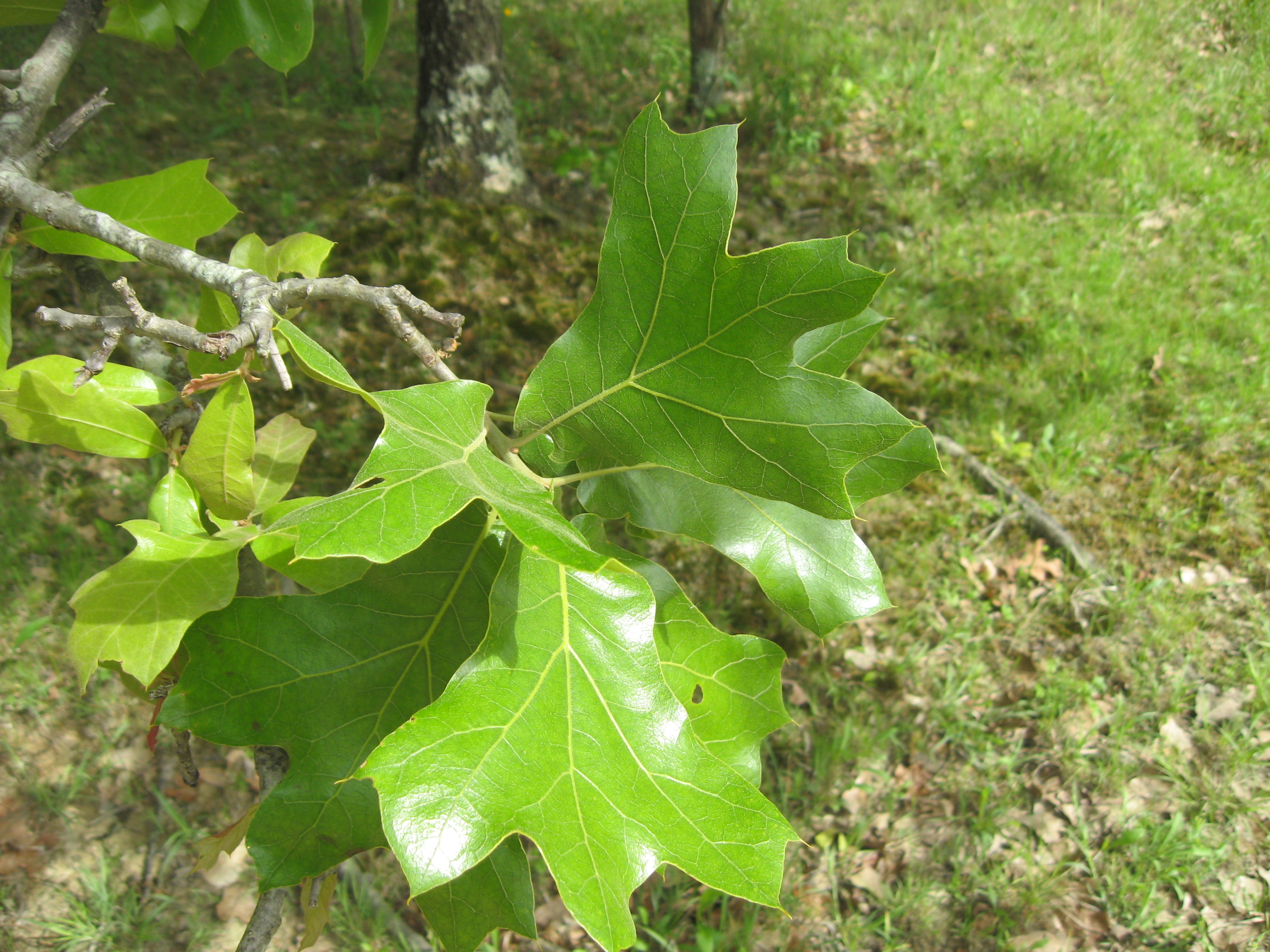
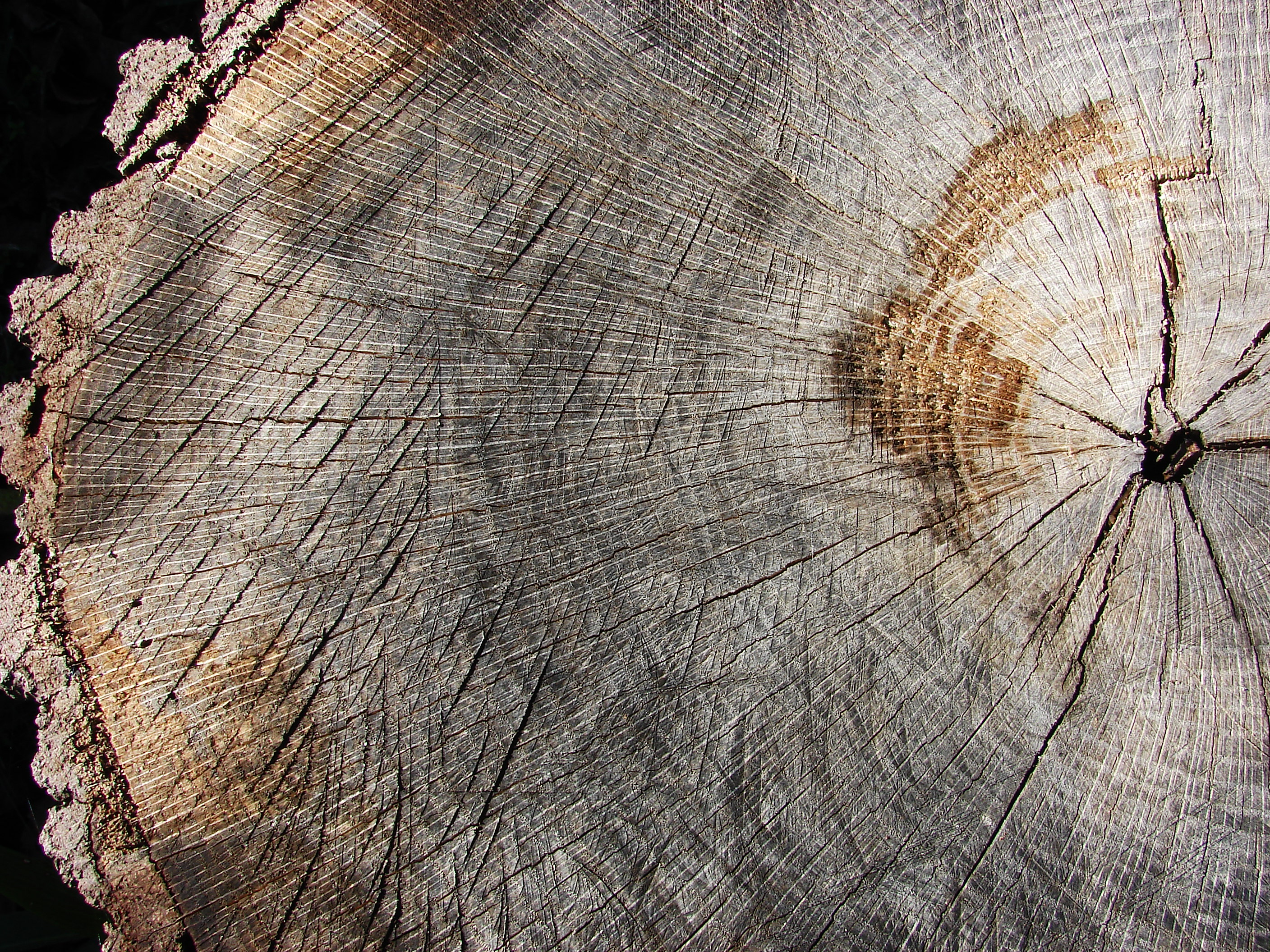
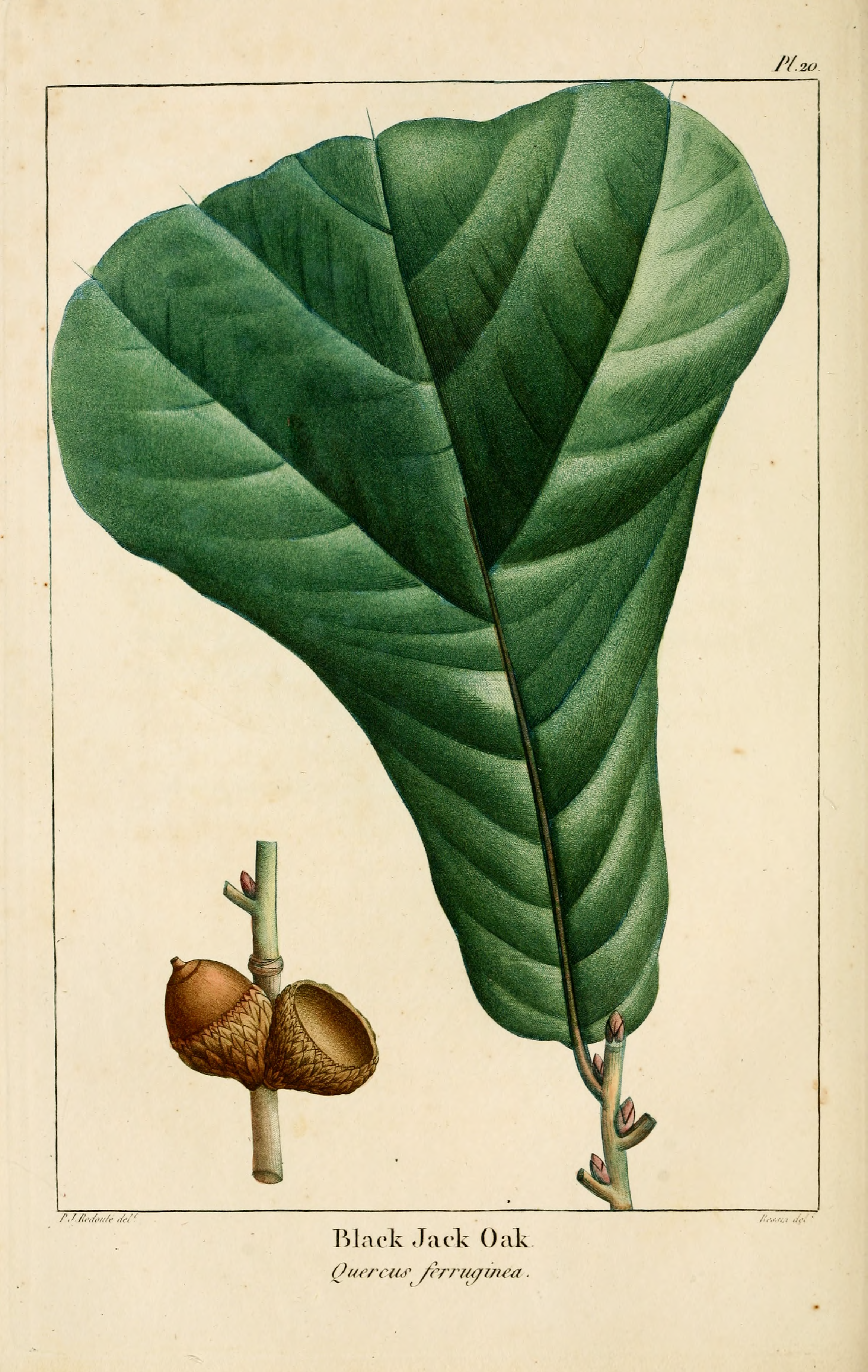
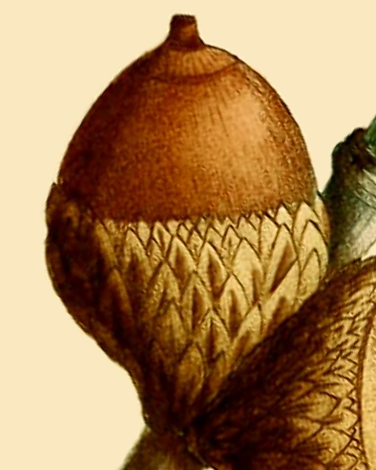